# 뉴스터치
성경섭의 뉴스터치는 대한민국의 방송국 MBC 표준FM(수도권 FM 95.9MHz, AM 900KHz)에서 주말 오후 6시 05분부터 오후 8시까지 방송하는 라디오 프로그램이다. MBC 보도국 성경섭 논설위원이 진행하며 전국 대부분의 지역에서 방송된다.
2011년 MBC 라디오 봄 개편으로 인해 5년 만에 폐지되었다.

## 역대 진행자
- 류시현 : 2006년 4월 29일 ~ 2006년 10월 29일
- 김종배 : 2006년 11월 4일 ~ 2007년 10월 14일
- 한창완, 양희성 : 2007년 10월 20일 ~ 2008년 9월 28일
- 성경섭 : 2008년 10월 4일 ~ 2011년 5월 8일

## 지역프로그램
대구문화방송, 안동문화방송, 대전문화방송, 창원문화방송, 원주문화방송, 충주문화방송, 목포문화방송, 포항문화방송은 전시간대 자체방송 없이 수도권의 방송을 재전송해 방송중이다. 반면 청주문화방송, 강릉문화방송, 진주문화방송은 전 시간대 자체방송을 내보낸다.
그리고 춘천문화방송은 토요일 3~4부만, 여수문화방송은 토요일 3~4부와 일요일 전시간대, 나머지문화방송은 3-4부만중계한다
- 6:05~7:00 방송 프로그램

| 프로그램            | 방송지역   | 방송국       | 진행자                |
| ------------------- | ---------- | ------------ | --------------------- |
| 가요공감(토)        | 부산광역시 | 부산문화방송 | 이지희                |
| 7080 콘서트(일)     | 부산광역시 | 부산문화방송 | 안희성                |
| 빛고을 지금         | 광주광역시 | 광주문화방송 | 김귀빈(토) 류권형(일) |
| 주말 문화공감(토)   | 울산광역시 | 울산문화방송 | 김연경                |
| 우리는 청춘(일)     | 울산광역시 | 울산문화방송 | 조문주                |
| 저녁의 인기가요(토) | 강원도     | 춘천문화방송 | 이승현                |
| 가요앨범            | 강원도     | 삼척문화방송 | 정민희                |
| 라디오 쇼           | 전라북도   | 전주문화방송 | 홍석찬, 송지훈        |
| 라디오 전망대(토)   | 전라남도   | 여수문화방송 | 강현주                |
| 주말의 음악산책     | 제주도     | 제주문화방송 | 양호진                |

- 6:05~8:00 방송 프로그램

| 프로그램            | 방송지역 | 방송국       | 진행자         |
| ------------------- | -------- | ------------ | -------------- |
| 저녁의 인기가요(일) | 강원도   | 춘천문화방송 | 이승현         |
| 달리는 라디오       | 강원도   | 강릉문화방송 | 김장원, 남상미 |
| 특급작전            | 충청북도 | 청주문화방송 | 임규호         |
| 추억의 가요         | 경상남도 | 진주문화방송 | 문가빈         |

## 같이 보기
- MBC
- MBC 표준FM